# Плежервілл (Кентуккі)
Плежервілл (англ. Pleasureville) — місто (англ. city) в США, в округах Генрі і Шелбі штату Кентуккі. Населення — 779 осіб (2020).

## Географія
Плежервілл розташований за координатами 38°21′6″ пн. ш. 85°6′40″ зх. д. / 38.35167° пн. ш. 85.11111° зх. д. (38.351755, -85.111013).  За даними Бюро перепису населення США в 2010 році місто мало площу 1,21 км², з яких 1,21 км² — суходіл та 0,00 км² — водойми.

## Демографія
Згідно з переписом 2010 року, у місті мешкали 834 особи в 322 домогосподарствах у складі 204 родин. Густота населення становила 688 осіб/км².  Було 369 помешкань (304/км²).
Расовий склад населення:
| - 94,7 % — білих - 1,4 % — чорних або афроамериканців - 0,1 % — корінних американців - 1,6 % — осіб інших рас |

До двох чи більше рас належало 2,2 %. Частка іспаномовних становила 5,0 % від усіх жителів.
За віковим діапазоном населення розподілялося таким чином: 27,6 % — особи молодші 18 років, 57,3 % — особи у віці 18—64 років, 15,1 % — особи у віці 65 років та старші. Медіана віку мешканця становила 35,2 року. На 100 осіб жіночої статі у місті припадало 91,7 чоловіків;  на 100 жінок у віці від 18 років та старших — 88,2 чоловіків також старших 18 років.
Середній дохід на одне домашнє господарство  становив 44 894 долари США (медіана — 42 050), а середній дохід на одну сім'ю — 46 926 доларів (медіана — 39 861). Медіана доходів становила 38 333 долари для чоловіків та 30 598 доларів для жінок. За межею бідності перебувало 15,7 % осіб, у тому числі 25,3 % дітей у віці до 18 років та 13,2 % осіб у віці 65 років та старших.
Цивільне працевлаштоване населення становило 413 особи. Основні галузі зайнятості: виробництво — 20,1 %, освіта, охорона здоров'я та соціальна допомога — 16,0 %, роздрібна торгівля — 13,1 %.